# Nukleární rodina

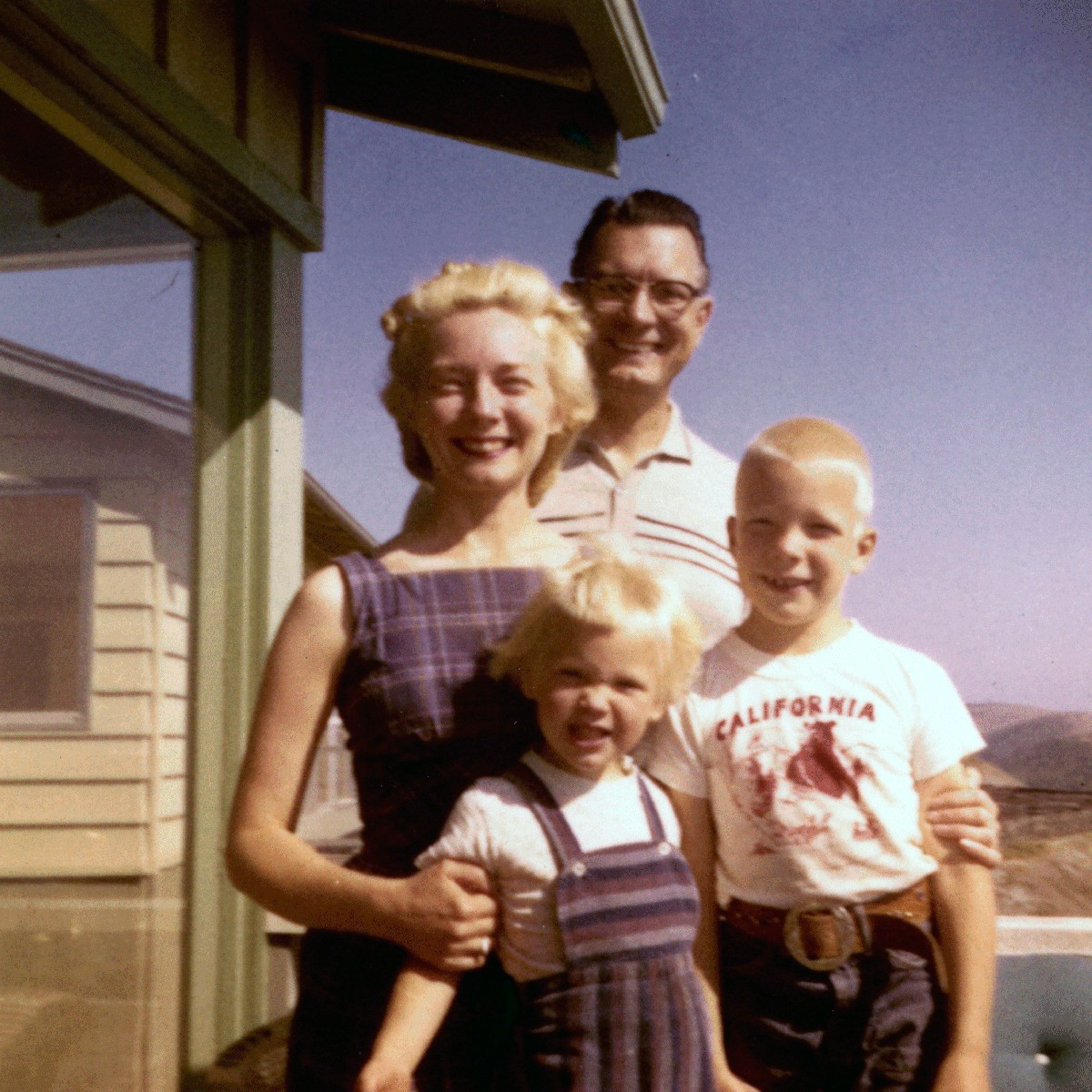
Klasická nukleární rodina, snímek z USA 50. let 20. století

Nukleární rodina či též atomární rodina je pojem užívaný v sociologii a antropologii. Označuje se jím model soužití lidí, kdy v jedné domácnosti žije manžel, manželka a jejich děti.

## Vznik a vývoj významu pojmu
Pojem vznikl pro popis situace, která v minulosti nebyla běžná, neboť před moderní érou (především před masivním přílivem lidí do měst na počátku 19. století) byl pojem rodina vnímán hlavně ve významu širší rodina a typické bylo soužití více příslušníků této širší rodiny (prarodiče, bratranci, sestřenice, strýc, teta a tak dále). Posun k nukleární rodině především změnil výchovu dětí, neboť o tu se dříve starali všichni starší příslušníci širší rodiny, v nukleární rodině povětšinou jen matka a otec, což zdůraznilo význam tohoto trojstranného vztahu.
Starší model širší rodiny v jedné domácnosti byl ve starověku i středověku povětšinou svázán s patriarchátem (jen v některých domorodých kulturách byl pozorován matriarchát), nukleární rodina se proti tomu většinou vyznačuje rovnoměrnějším rozdělením moci mezi mužem a ženou v domácnosti.[zdroj⁠?!] V současnosti[kdy?] model nukleární rodiny převažuje v průmyslovém světě, zejména v Evropě a severní Americe, starší model přežívá v některých oblastech Afriky, u latinskoamerických indiánů či v některých ortodoxních židovských komunitách.
Sociologové nejprve zdůrazňovali modernizační a emancipační charakter nukleární rodiny, později se však soustředili na popsání některých opomíjených aspektů staršího modelu (například role „ženských sítí“, které ve starém modelu vznikaly mezi ženami širší rodiny a které měly funkci ekonomickou, emocionální i mocenskou – tvořily protiváhu oficiální patriarchální mocenské struktuře) a otevřena byla i témata nevýhod nukleární rodiny (dítě se ve starém modelu potkávalo odmala s mnohem širší škálou sociálních statusů, rolí a psychologických typů, což podporovalo sociální inteligenci a zvyšovalo sociální kapitál; širší rodina také odmocňovala emocionální váhu oidipovského psychického dramatu a snižovala riziko fixace na něj, potažmo zejména na matku u synů, ať už fixace emocionální, nebo praktické – viz „mamahotel“).
S nástupem postmoderní společnosti (zejména od 90. let 20. století) se ovšem v ekonomicky vyspělých zemích začal stávat hlavním tématem rozpad nukleární rodiny. Například ve Spojených státech byl model nukleární rodiny v roce 1970 charakteristický pro 40,3 % domácností, zatímco v roce 2000 už tomu bylo jen u 24,1 % domácností. Naopak domácností o jednom členu (tzv. singles) prudce přibylo a roku 2000 jich bylo již více než domácností nukleárních rodin, přes 25 procent.